# 阿蒂昂伊什
阿蒂昂伊什是葡萄牙布拉加区的一个堂区。总面积3.67平方公里，总人口551人，人口密度150.1人/平方公里。